# Bavelincourt
Bavelincourt ist eine französische Gemeinde mit 100 Einwohnern (Stand 1. Januar 2022) im Département Somme in der Region Hauts-de-France. Sie gehört zum Arrondissement Amiens und zum Kanton Corbie.
Bavelincourt liegt etwa 16 km nordöstlich von Amiens, etwas abseits der zwischen Amiens und Contay verlaufenden Departementsstraße D 919.

## Bevölkerungsentwicklung
- 1962: 063
- 1968: 087
- 1975: 081
- 1982: 067
- 1990: 074
- 1999: 085
- 2012: 133

## Sehenswürdigkeiten
- Kirche Saint-Sulpice

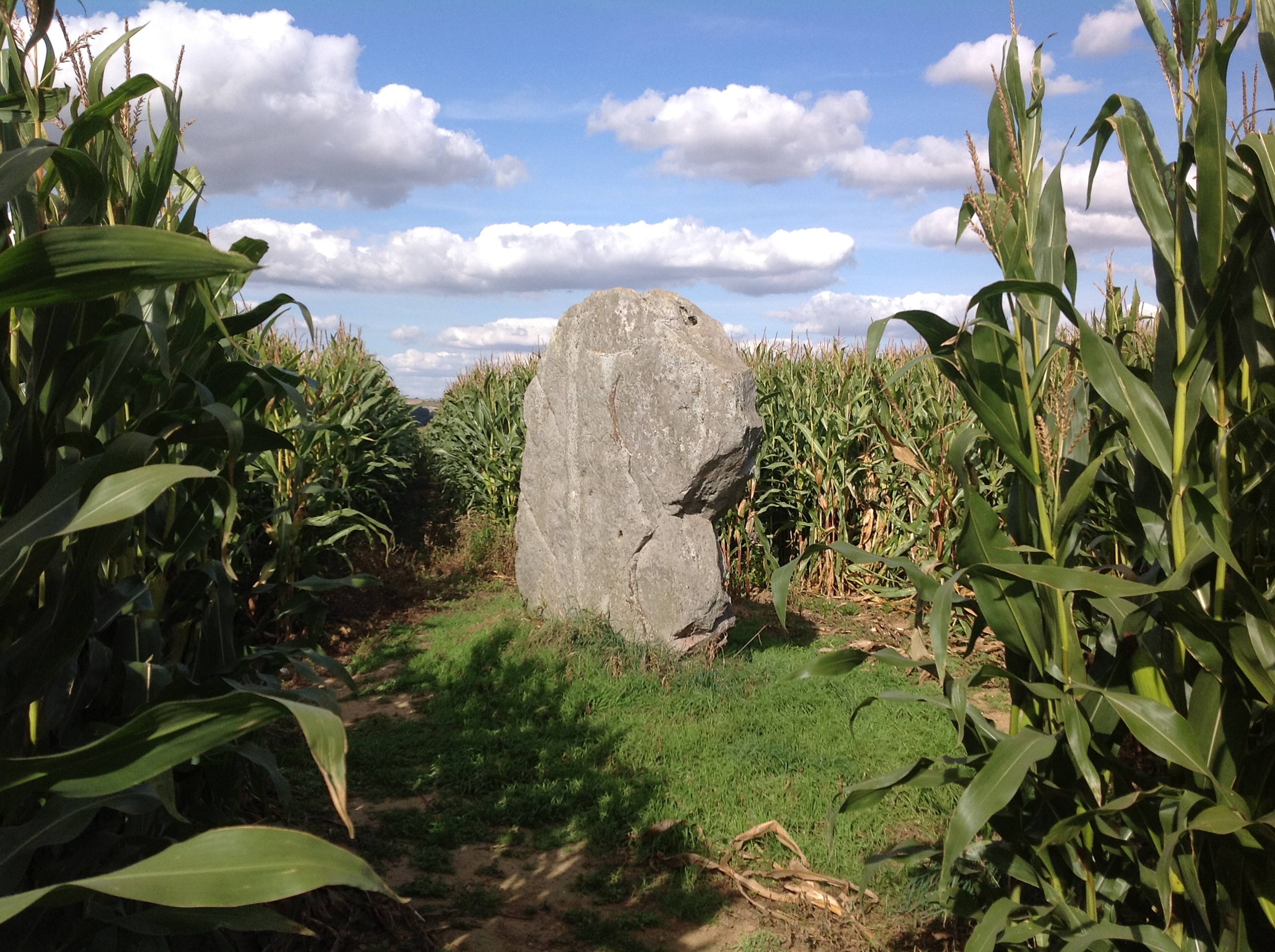
Menhir Pierre d’Oblicamp

- Pierre d’Oblicamp, ein etwas über zwei Meter hoher Menhir, dessen Profil an einen Pferdekopf erinnert